# Aleksander Šiftar
Aleksander Šiftar, slovenski agronom, *29. avgust 1938, Murska Sobota.
Je doktor agnonomskih znanosti, upokojeni izredni profesor Biotehniške fakultete Univerze v Ljubljani.

## Življenje in delo
Aleksander Šiftar je rojen leta 1938 v Murski Soboti. Je diplomirani kmetijski inženir, agronom specialist za parkovno vrtnarstvo, doktor agnonomskih znanosti, upokojeni izredni profesor Biotehnične fakultete Univerze v ljubljani.
Sodi med najpomembnejše slovenske strokovnjake za drevnine in grmovnice v Sloveniji. Njegova strokovna področja so vegetativno razmoževanje drevnine, rast in razvoj drevnine v urbanem okolju, uvajanje nove drevnine in trajnic v urbane ureditve. 
Več kot 30 let je bil zaposlen v vrtnarskem podjetju, kjer se je ukvarjal z drevesničarstvom in urejanjem zelenih površin. Kot dolgoletni strokovni vodja in kasnejši direktor podjetja Vrtnarstvo Murska Sobota je v vrtnarsko prakso vpeljal mnoge nove načine dela in tehnologije. Podjetje je zaradi visoke strokovnosti dela in kakovosti rastlin veljalo dolga leta za vodilnega pridelovalca okrasne drevnine v Sloveniji, pa tudi v nekdanji Jugoslaviji.
Pedagoško delo je izvajal na Biotehniški fakulteti Univerze v Ljubljani, na Fakulteti za kmetijstvo in biosistemske vede v Mariboru ter kot gostujoči predavatelj na Agronomski fakulteti v Zagrebu.
Sodeloval je tudi v aplikativnih projektih urejanja parkov in vrtov v lokalnem okolju (Mestni park Murska Sobota, Vrt spominov in tovarištva na Petanjcih) in v širšem, tudi mednarodnem okolju. Deluje kot svetovalec projektantom, investitorjem, občinskim strokovnim službam.

## Publicistično delo
Je avtor mnogih znanstvenih in strokovnih člankov, predavanj, razprav, ocen, komentarjev ter strokovnih monografij ter sodelavec več strokovnih publikacij iz svojega delovnega področja.
- Aleksandar Šiftar in Nika Kravanja. 1974. Vrtno drevje in grmovnice. Ljubljana: DZS.
- Aleksandar Šiftar. 2001. Izbor in uporaba drevnine za javne nasade. Ljubljana : Zavod za tehnično izobraževanje.
- Aleksander Šiftar, Tanja Maljevac, Maja Simoneti, Jože Bavcon. 2011. Mestno drevje. Ljubljana: Botanični vrt Univerze v Ljubljani.

## Nagrade
Dr. Aleksander Šiftar je dobitnik nagrade za izume in izboljšave Sklada Borisa Kidriča za pomembne raziskovalne dosežke na področju  razmnoževanja rastlin in vitro (1989) in prejemnik Jesenkove nagrade Biotehnične fakultete (2003). Leta 2017 je prejel nagrado Društva krajinskih arhitektov Slovenije za življenjsko delo.